# Рейд на Колумбус (1916)
Рейд на Колумбус (англ. Columbus Raid) — набег 9 марта 1916 года остатков войск Панчо Вильи на небольшой американский приграничный городок Колумбус, штат Нью-Мексико, расположенный в 3 милях (4,8 км) к северу от границы с Мексикой. Рейд перерос в полномасштабное сражение между вильистами и американской армией, которой, в итоге, удалось отбросить противника в Мексику.
После поражений 1915 года Панчо Вилья, не имея, денег оружия и боеприпасов, необходимых ему для продолжения войны против президента Мексики Венустиано Каррансы, спланировал рейд в США и разместил свои войска численностью около 1500 всадников на границе в трех милях к югу от американского городка Колумбус. Вилья отправил в город шпионов, которые, вернувшись, сказали ему, что в гарнизоне Колумбуса находится всего около тридцати солдат, что было серьёзной ошибкой. Вилья двинулся на север и около полуночи пересек границу.
Гарнизон Колумбуса состоял из 13-го кавалерийского полка (353 офицера и солдата), дислоцированного в лагере к югу от центра города. В ночь набега половина из личного состава находилась вне лагеря, выполняя патрулирование вдоль границы или другие задания. Несмотря на неоднократные предупреждения о приближении к границе вильистов, командир полка серьёзно не отнесся к этим сообщениям.
Вилья разделил свои силы на две колонны, большая часть которых подошла к городу пешком, и в темноте 9 марта в 4:15 утра начал двухстороннюю атаку на город, войдя в Колумбус с запада и юго-востока с криками «Да здравствует Вилья! Да здравствует Мексика!».
Горожане проснулись от того, что вильисты стала грабить их дома, магазины и жечь поселение.
Несмотря на то, что они были застигнуты врасплох, американские солдаты быстро оправились и из четырёх пулемётов полка открыли огонь по противнику. Их цели были освещены пожаром горящих зданий. Кроме того, многие горожане, вооруженные винтовками и дробовиками, защищая свое имущество, стали обстреливать вильистов.
В течение полутора часов мексиканцы грабили Колумбус, а затем по приказу Вильи отступили, прихватив с собой 300 винтовок и дробовиков, 80 лошадей и 30 мулов.
Несмотря на то, что Вилья объявил об успехе рейда, этот набег стал для него самого и его движения окончательной катастрофой, потому что это разозлило американцев, до тех пор относившихся к Панчо Вилье доброжелательно, и президент Вудро Вильсон приказал провести карательную экспедицию, в ходе которой армия США вторглась в Мексику и при поддержке правительственных сил Каррансы окончательно добила остатки войск Вильи, хотя и не смогла захватить его самого.